# Bezirk Hamburg-Mitte

Stadtteile

Der Bezirk Hamburg-Mitte ist einer von sieben Bezirken der Freien und Hansestadt Hamburg. Er verläuft quer durch die Hansestadt von der westlichen bis zur östlichen Landesgrenze und umfasst neben der Hamburger Innenstadt auch große Teile des Hamburger Hafens, Finkenwerder, den Hamburger Osten von Hammerbrook bis Billstedt und den 120 Kilometer entfernten, aus drei vor Cuxhaven in der Elbmündung gelegenen Inseln bestehenden Stadtteil Neuwerk.

## Stadtteile
Der Bezirk Mitte besteht aus 19 Stadtteilen: Billbrook, Billstedt, Borgfelde, Finkenwerder, HafenCity, Hamburg-Altstadt, Hamm, Hammerbrook, Horn, Kleiner Grasbrook, Neustadt, Neuwerk, Rothenburgsort, St. Georg, St. Pauli, Steinwerder, Veddel, Waltershof und Wilhelmsburg.
Im Unterschied zu den Bezirken Altona, Harburg und Wandsbek gehört der größte Teil des Bezirks Hamburg-Mitte schon seit Jahrhunderten zum hamburgischen Staatsgebiet. Billstedt und der Süden von Finkenwerder kamen erst durch das Groß-Hamburg-Gesetz am 1. April 1937 hinzu. Neuwerk, das schon bis zum 31. März 1937 zu Hamburg gehört hatte, kam infolge des Cuxhaven-Vertrages am 1. Oktober 1969 erneut hinzu. Wilhelmsburg wurde am 1. März 2008 aus dem Bezirk Harburg ausgegliedert und dem Bezirk Hamburg-Mitte zugeordnet.

## Politik und Verwaltung

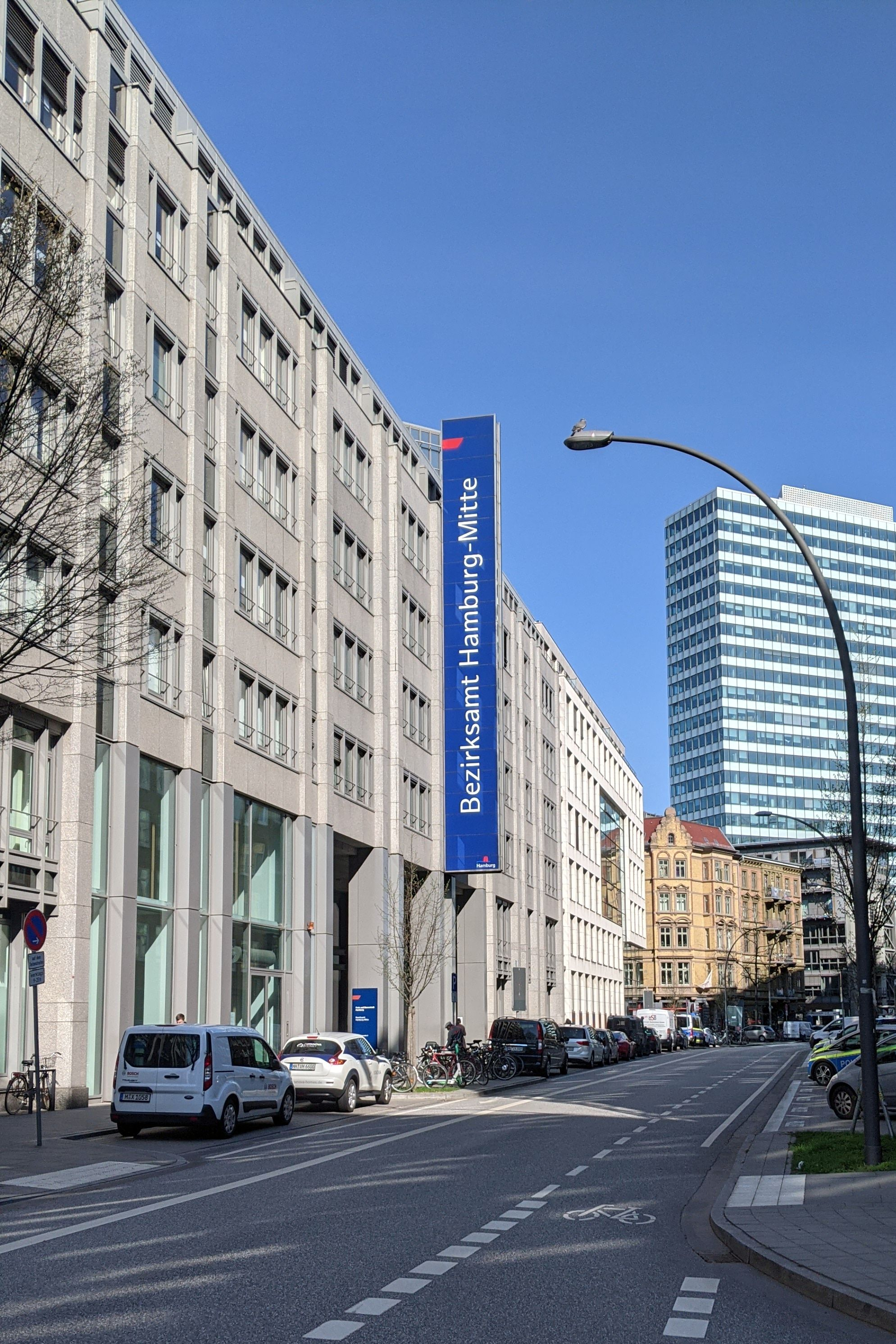
Heutiger Sitz des Bezirksamtes in der Caffamacherreihe

### Bezirksamt und Bezirksversammlung
| Wahl zur Bezirksversammlung Hamburg-Mitte 2024Wahlbeteiligung: 51,4 % 3020100 28,521,115,614,810,25,14,8keine SPDGrüneCDULinkeAfDVoltFDPSonst.Gewinne und Verlusteim Vergleich zu 2019 %p 6 4 2 0 −2 −4 −6 −8−10+1,5−8,2+3,5−0,8+2,5+5,1± 0,0−3,4SPDGrüneCDULinkeAfDVoltFDPSonst. |

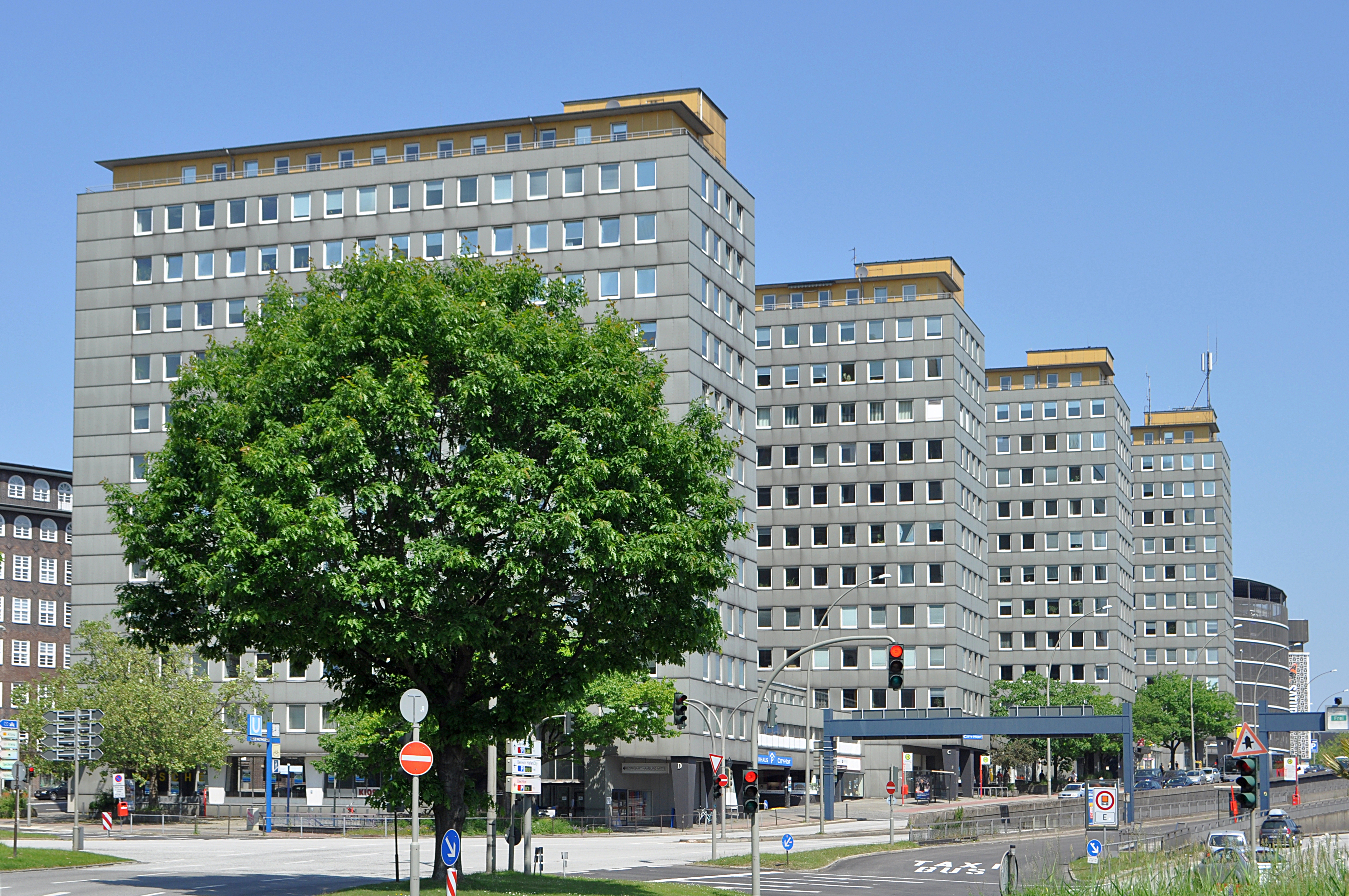
Der City-Hof, bis 2017 Sitz des Bezirksamtes Hamburg-Mitte

Das Bezirksamt Hamburg-Mitte hatte seinen Sitz bis 2017 in den ehemaligen City-Hof-Hochhäusern am Klosterwall (beim Hauptbahnhof), die trotz bestehendem Denkmalschutz ab 2019 abgerissen wurden. 
Seit 2017 ist es im ehemaligen Axel-Springer-Verlagskomplex in der Caffamacherreihe 1–3 untergebracht, welcher auch von der Kaiser-Wilhelm-Straße 20 zugänglich ist. Das in den 1990er-Jahren errichtete Gebäude mit 30.400 m² Fläche hatte die Stadt Hamburg dem Medienkonzern bereits im Jahr 2014 für ca. 130 Millionen Euro abgekauft. Die rund 1.000 Mitarbeiter des Bezirksamts wurden an den neuen Standort verlegt, davon 80 Prozent in Einzelbüros. Die Kosten der Umbauarbeiten wurden auf rund 30 Millionen Euro beziffert. In den ehemaligen Redaktionsräumen der Bild-Zeitung in der 11. Etage befindet sich der Sitzungssaal der Bezirksversammlung, welcher auch für öffentliche Sitzungen genutzt wird.
Für bestimmte Dienstleistungen (Melde- und Ausweisangelegenheiten) gibt es daneben Kundenzentren in Billstedt, Finkenwerder und Wilhelmsburg.
Bezirksamtsleiter ist seit dem 17. November 2021 Ralf Neubauer (SPD).
Vorsitzender der Bezirksversammlung war seit 2008 Dirk Sielmann (SPD). Stellvertreter sind seit 2019 Steffen Leipnitz (Die Linke) und Clemens Willenbrock (Bündnis 90/Die Grünen). Im Bezirk bestand seit 2004 eine rot-grüne Koalition, unterbrochen von einer SPD-FDP-Koalition von 2011 bis 2014. Nachdem 2004 die CDU erstmals im Bezirk stärkste Fraktion geworden war, erlangte 2008 die SPD diese Position zurück.
Bei den Bezirksversammlungswahlen am 26. Mai 2019 wurden die Grünen stärkste Kraft. Gegen zwei Mitglieder wurden jedoch Islamismusvorwürfe laut, woraufhin sich die Fraktion ohne diese Mitglieder konstituierte. Zugleich schlossen sich vier weitere Gewählte aus Protest hiergegen der Grünen-Fraktion ebenfalls nicht an. Die sechs Abgeordneten bildeten zunächst eine eigene Fraktion („Grüne 2“) und schlossen sich Anfang Oktober 2019 schließlich der SPD-Fraktion an. Im Dezember 2019 schlossen SPD, CDU und FDP eine sogenannte Deutschland-Koalition, die den Bezirk seither regiert. Von 2020 bis zu ihrem Tod im November 2021 war Meryem Çelikkol (SPD) Vorsitzende der Bezirksversammlung.

#### Bezirksamtsleiter von Hamburg-Mitte
- Walter Düsedau (1951–1960)
- Walter Lübbersmeyer (1961–1971)
- Carl Kalff (1971–1976)
- Hubert Jungesblut (1977–1989)
- Peter Reichel (1989–1995)
- Rolf Miller (1995–2002)
- Markus Schreiber (2002–2012)
- Andy Grote (2012–2016)
- Falko Droßmann (2016–2021)
- Ralf Neubauer (seit 2022)

### Wahlkreise in Hamburg-Mitte

#### Bezirksversammlungswahlen
Für die Bezirksversammlungswahlen ist der Bezirk Hamburg-Mitte in 8 Wahlkreisen unterteilt. Die Anzahl der zu wählende Sitze in Wahlkreisen bestimmt sich nach der Bevölkerung des Wahlkreises. Insgesamt werden 30 der 51 Bezirksabgeordnete über den Wahlkreisen gewählt. Die verbliebenen 20 werden über die gesamte Bezirksliste gewählt.
| Wahlkreis | Stadtteile                                                        | Sitze |
| --------- | ----------------------------------------------------------------- | ----- |
| 1         | Hamburg-Altstadt, HafenCity, Neustadt, St. Pauli                  | 5     |
| 2         | St. Georg, Hammerbrook, Borgfelde, Rothenburgsort                 | 3     |
| 3         | Hamm                                                              | 4     |
| 4         | Horn                                                              | 4     |
| 5         | Billstedt-Nord                                                    | 4     |
| 6         | Billstedt-Süd                                                     | 3     |
| 7         | Veddel, Wilhelmsburg-Ost, Kleiner Grasbrook                       | 3     |
| 8         | Wilhelmsburg-West, Steinwerder, Waltershof, Finkenwerder, Neuwerk | 4     |

#### Bürgerschaftswahlen
Für die Wahl zur Bürgerschaft ist der Bezirk zwei Wahlkreise unterteilet. Die Bürgerschaftswahlkreise werden nach dem gleichen Verfahren wie die Bezirkswahlkreise gewählt, sind jedoch nicht identisch mit den Bezirkswahlkriesen.
| Nr. | Wahlkreis                               | Stadtteile | Sitze |
| --- | --------------------------------------- | --- | ----- |
| 1   | Hamburg-Mitte                           | Hamburg-Altstadt, HafenCity, Neustadt, St. Pauli, St. Georg, Hammerbrook, Borgfelde, Hamm, Horn, Neuwerk             | 5     |
| 2   | Billstedt – Wilhelmsburg – Finkenwerder | Billstedt, Billbrook, Rothenburgsort, Veddel, Wilhelmsburg, Kleiner Grasbrook, Steinwerder, Waltershof, Finkenwerder | 5     |

#### Bundestagswahlen
Für die Bundestagswahlen befindet sich das Bezirksgebiet in zwei Bundestagswahlkreise. 
Zum Bundestagswahlkreis Hamburg-Mitte gehört der gesamte Bezirk Hamburg-Mitte (außer dem Stadtteil Wilhelmsburg) sowie die Stadtteile  Barmbek-Nord, Barmbek-Süd, Dulsberg, Hohenfelde, Uhlenhorst aus dem Bezirk Hamburg-Nord. Bei der Bundestagswahl 2021 erhielt Falko Droßmann (SPD) das Direktmandat. Dazu zog Christoph de Vries (CDU) über die Landesliste ein. 
Der Stadtteil Wilhelmsburg gehört indes zum Bundestagswahlkreis Hamburg-Bergedorf – Harburg, der auch die gesamtem Bezirke Bergedorf und Harburg umfasst. Bei der Bundestagswahl 2021 erhielt Metin Hakverdi (SPD) das Direktmandat.

## Partnerschaften
Der Bezirk Hamburg-Mitte pflegt eine Partnerschaft mit dem Bezirk Hongkou von Shanghai in der Volksrepublik China und seit 2007 auch mit dem Bezirk Izmir-Konak in der Türkei.

## Sonstiges
Am 10. Oktober 2010 erhielt der Bezirk den von der Bundesregierung verliehenen Titel Ort der Vielfalt.